# Федонюк, Ярослав Иванович
Ярослав Иванович Федонюк (укр. Яросла́в Іва́нович Федоню́к; 10 апреля 1940, Бялополе, Хелмский повят, Люблинское воеводство, Польша — 5 июля 2017, Тернополь) — украинский учëный-медик, анатом и морфолог, педагог. Заслуженный деятель науки и техники УССР, доктор медицинских наук (с 1986), профессор (с 1986).

## Биография
Родился в крестьянской семье. В 1945 вместе с родителями переселился на Украину. В 1959 окончил медицинское училище в г. Ровно. После службы в армии поступил в Тернопольский медицинский институт, который окончил в 1968 году и был зачислен в аспирантуру при кафедре нормальной анатомии. В 1972 защитил кандидатскую диссертацию «Соединительная строма и сосуды селезëнки человека в долевом и сегментарном аспекте».
С 1986 — доктор медицинских наук. Тема диссертации — «Закономерности адапционно-реадапционных преобразований скелета при различных режимах двигательной активности».
Прошëл путь от старшего лаборанта до профессора — заведующего кафедрой. С 1984 года более 25 лет заведовал кафедрой анатомии человека Тернопольского медицинского университета им. И. Я. Горбачевского.

## Научная деятельность
Направление научных исследований Ярослава Федонюка — функциональная морфофизиология костной системы организма человека; закономерности адаптационно-компенсаторных механизмов костной системы организма человека.
Научные разработки — закономерности роста и обмена веществ в костях скелета под влиянием внутренних и внешних факторов ,
Автор более 600 научных и методических работ, в том числе около 20 учебных пособий и учебников, в частности: «Функциональная анатомия», «Анатомия человека с клиническим аспектом» и других.
Его учениками защищено около 20-ти кандидатских и докторских диссертаций.

## Международное признание
Я. Федонюк — заслуженный деятель науки и техники УССР, академик Международной академии интегративной антропологии, Украинской экологической АН, член Нью-Йоркской академии наук. Первый президент Международной ассоциации по оценке воздействия (International Association for Impact Assessment, IAIA). Первый председатель оргкомитета Международного комитета по интегративной антропологии. Член проблемной комиссии МОЗ и Академии медицинских наук Украины. Член 5 редколлегий научных специализированных изданий Украины.
Биографические данные Я. Федонюка вошли в 6-е издание библиографических центров США и Англии, в международное издание достижений XX века (США, Англия).
Я. Федонюк избран «Человеком года» в США, «Человеком тысячелетия» в медицинском образовании (Кембридж), «Выдающейся личностью XX века» («Украинцы Холмщины и Подляшья»). Имя учëного занесено в книгу «Україна медична. III тисячеліття».